# Запис Гајића јабука (Баћевац)
Запис Гајића јабука (Баћевац) се налази на парцели чији је власник Гајић Бошко.

## Локација
| Општина             | Барајево                                                                    |
| Катастарска општина | Баћевац                                                                     |
| Потес               | Владисава Николића                                                          |
| Координате          | 44° 36′ 27″ С; 20° 21′ 59″ И / 44.607399999999998° С; 20.366499999999998° И |
| Надморска висина    | 250m                                                                        |

## Карактеристике
Дендрометријске вредности утврђене на терену и сателитским снимцима:
| Стабло                     | Јабука |
| Висина стабла              | m      |
| Обим дебла                 | m      |
| Пречник крошње             | 2m     |
| Пречник дебла              | m      |
| Висина дебла до прве гране | m      |

## База записа
Запис је у оквиру Викимедија пројекта "Запис - Свето дрво" заведен под редним бројем 0991.